# Karol Kot
Karol Kot (* 18. Dezember 1946 in Krakau; † 16. Mai 1968 in Mysłowice) war ein polnischer Amokläufer, der in einem Zeitraum von zwei Jahren, zwischen 1964 und 1966 Krakau in Angst und Schrecken versetzte und zwei Menschen ermordete. Da er unwillkürlich und spontan zuschlug aber er auch vom Blut seiner Opfer kostete, gaben ihm die polnischen Medien den Spitznamen Vampir von Krakau.

## Leben

### Frühes Leben
Karol Kot verbrachte sein ganzes Leben in Krakau. Er war der einzige Sohn und das älteste Kind eines Ingenieurs, der für die polnischen Streitkräfte arbeitete und einer Hausfrau, die sich auch als Frauenrechtsaktivistin engagierte. Karol wuchs in einfachen Verhältnissen in einer Mietskaserne heran; seine Familienmitglieder charakterisierten seine Kindheit und Jugend als unauffällig und normal.
In jungen Jahren verbrachte seine Familie die Sommerferien im südpolnischen Pcim. Hier ging der Junge eines Tages aus Langeweile in die kleine Metzgerei des Dorfes. Dabei soll er fasziniert gewesen sein, wie der Metzger die Tiere schlachtete und zerteilte. Auch begann er sich für die verschiedenen Messer zu interessieren, mit denen der Metzger hantierte. Im Lauf seiner Kindheit und Jugend soll er immer wieder Metzgereien und Schlachthöfe besucht haben. Ein Metzger erlaubte sich eines Tages einen Scherz und bot Karol ein Glas mit warmem Schweineblut eines eben getöteten Tieres an, welches Karol bedenkenlos getrunken haben soll.
Als Karol acht Jahre alt war, wurde 1954 seine jüngere Schwester geboren. Karol, der nun kein Einzelkind mehr war und die Liebe seiner Eltern teilen musste, entwickelte daraufhin Hass und Eifersucht seiner Schwester gegenüber. Als diese bereits ein Kleinkind war, soll er sie immer wieder geschlagen haben. Auch tötete er eines Tages die Katze, die seine Eltern seiner Schwester geschenkt hatten. Karol begann auch bald darauf, andere Haustiere und Kleintiere in der Nachbarschaft zu töten.
Karol galt in der Schule als mittelmäßiger Schüler, der auch wenige Freunde hatte. Er galt als unberechenbar, der ohne Vorwarnung einem Mitschüler in den Bauch boxen konnte. Auch trug er stets ein Messer bei sich, welches er in der Pause demonstrativ auf dem Schulhof präsentierte. An einem Mitschüler zeigte er spielerisch, wie es aussehen konnte, wenn jemand diesem den Bauch aufschneiden und die Gedärme herausholen würde. Er hoffte, mit seinem rüpelhaften Verhalten auf Mädchen Eindruck zu machen, was jedoch nicht von Erfolg gekrönt war. Da er als Jugendlicher kaum Erfolg bei Mädchen hatte, verspotteten ihn seine Mitschülerinnen. Sie vermuteten, Karol sei homosexuell und nannten in abschätzend Karolina. Karol begann daraufhin, Gewalt auch Mädchen gegenüber anzuwenden. Er verdrehte ihre Arme, drückte sie an die Wand, schaute unter ihre Röcke und bot an, gegen Geld mit ihnen zu schlafen.
Er gab sich Spitznamen, darunter Karol the Ripper und Bloody Karol oder auch Pyro, da er auch fasziniert davon war, Brände zu legen.
Als Jugendlicher trat Karol einem Schützenverein bei, in dem er nun auch Zugang zu Schusswaffen hatte. Sein Trainer war begeistert von Karols Zielgenauigkeit. Er lud ihn zu sich zum Abendessen ein und riet seinem eigenen Sohn, sich Karol zum Vorbild zu nehmen.
Karol begann in seiner Pubertät auch Bücher über Anatomie zu studieren. Indem er sich so das Wissen über das menschliche Herz, die Aorta und innere Organe aneignete, wusste er bald darauf, wie man schnell und effizient einen Menschen töten konnte. Das Ermorden von Menschen übte bald darauf eine ungeheure Faszination auf ihn aus. Als er mit seiner Klasse das ehemalige KZ Auschwitz besuchte, soll er, obwohl als Pole im Land der Opfer lebend, begeistert gewesen sein von der Idee eines Konzentrationslagers. Obwohl über 1 Million Polen in Auschwitz ermordet worden waren, bedauerte es Karol, nicht die Möglichkeit gehabt haben, Auschwitz als Kommandant zu leiten.
Karol wollte Berufssoldat werden und wurde in einer Offiziersanwärterschule gemustert. Doch als die Militärbehörden ihn als untauglich attestierten und abwiesen, erlitt er einen Nervenzusammenbruch. Man riet ihn, eine Schule für technische Berufe zu besuchen. Auch absolvierte er eine Art von Zivildienst bei der ORMO, einer Organisation, deren Aufgabe darin bestand, die soziale Ordnung im kommunistischen Polen zu stärken.

### Amoklauf
Am 21. September 1964 schlug Karol Kot erstmals zu. Die 43 Jahre alte Helene Velgen betrat die Herz-Jesu-Basilika in der Garncarska-Straße, eine katholische Kirche, um zu beten. Sie kniete sich nieder und bemerkte einen jungen Mann, der wenige Meter neben ihr in einer Kirchenbank saß. Dann ging alles schnell. Noch ehe Helene Velgen die Möglichkeit hatte, sich das Kreuzzeichen zu geben, spürte sie, wie jemand ihr von hinten ein Messer in den Rücken stach. Der Attentäter konnte schnell durch die Kirchenpforte entkommen. Die Wunde war jedoch nur oberflächlich, so dass Helene nach einem kurzen Schockmoment die Kirche verlassen und ihre Einkäufe erledigen konnte. Erst im Geschäft fiel einer Frau das Blut an Helenes Rücken auf. Obwohl Helene den Vorfall am kommenden Tag der Polizei meldete und sogar ein ärztliches Attest vorweisen konnte, in dem ihr bescheinigt wurde, von einem Messer gestochen worden zu sein, nahmen die Beamten den Vorfall nicht ernst.
Zwei Tage nach dem Vorfall, am frühen Nachmittag des 23. September 1964, stieg die 76-jährige Franciszka Lewendowska aus einer Straßenbahn. Sie hatte kurz zuvor Einkäufe erledigt und war auf dem Weg nach Hause. Als sie die Treppen zu ihrer Wohnung hinaufging, fiel ein Mann von hinten über sie her und stach ohne Vorwarnung zu. Franciszka brach zusammen und fiel den Treppenabsatz hinunter. Sie überlebte ebenfalls den Messerangriff, da sie von einem Nachbarn kurze Zeit später gefunden wurde. Allerdings hatte sie sich durch den Sturz einen Wirbel gebrochen und sollte den Rest ihres Lebens querschnittsgelähmt auf einen Rollstuhl angewiesen bleiben.
Wiederum eine Woche später, sollte Karol Kots Bedürfnis, Menschen zu töten, erstmals gestillt werden. Am 29. September 1964 war die 86-jährige Maria Plichita auf dem Weg zu einer Kirche in der Jana-Straße. Hier war die Rentnerin als Mesnerin tätig, die auch für Ordnung und Sauberkeit im Gotteshaus zuständig war. In einem nahen Kloster bekam sie nach getaner Arbeit auch immer etwas zu essen. Kurz bevor sie die Kirche betreten konnte, fiel ein Mann über sie her und stach mit einem Messe auf sie ein. Obwohl Plichita rasch gefunden wurde, starb sie noch am selben Tag in einem Krakauer Krankenhaus. Karol Kot hatte keinen Skrupel, da er einen Tag später in das besagte Krankenhaus ging, sich als ein Verwandter von Maria Plichita ausgab und sich nach deren Wohlergehen erkundete.
Ob Karol Kot Schuldgefühle plagte oder die Lust an den Mordanschlägen verlor, darüber gehen die Meinungen auseinander. Tatsache ist, dass er nach Maria Plichitas Ermordung eine 17-monatige Pause einlegte. Allerdings lebte er seinen Zerstörungs- und Tötungsdrang in anderer Weise aus. So besorgte er sich Arsen, betrat eines Tages eine kleine Gaststätte und brachte eine Flasche Essig in seinen Besitz. Das Arsen, welches mehrere Menschen hätte töten können, goss er in den Essig. Allerdings wurde die Flasche nie mehr verwendet, so dass dieser Mordanschlag misslungen war. Auch besuchte er weitere Lokale und versetzte offen stehende Getränke der Gäste mit Gift. Allerdings wurde auch dieses Mal niemand verletzt oder getötet. Karol legte außerdem im Verlauf des Jahres 1965 einige Brände, die nur geringen Sachschaden aber keine Todesopfer zur Folge hatten.
Da er eigenen Angaben zufolge wieder einen Menschen sterben sehen wollte, schlug er am 13. Februar 1966 erneut zu. In der Nähe des Kościuszko-Hügels fand an jenem Wintertag ein Rodelwettbewerb statt, bei welchem zahlreiche Kinder und Jugendliche anwesend waren. Auf einem Parkplatz versteckte sich Karol Kot hinter einem Auto und wartete, bis der elfjährige Leszek Całek vorbei kam. In einem von der Polizei später als Overkill bezeichneten Wutanfall fiel Karol über Leszek Całek her und stach auf den Jungen ein, bis dieser tot am Boden lag.
Die Angst verbreitete sich Krakau, da niemand voraussehen konnte, wo der Amokläufer das nächste Mal zuschlug. Manche Menschen schliefen sogar mit Brettern in ihren Betten, um sich gegen potentielle Eindringlinge zu verteidigen.
Karol Kot hatte noch immer nicht genug vom Morden. Rund zwei Monate nach dem Mord an Leszek Całek, am 14. April 1966, ging er die Jana III Sobieskiego Straße entlang, als er ein acht Jahre altes Mädchen bemerkte, welches in den Medien Małgosia genannt wurde. Małgosia war zum Briefkasten gegangen, um Post nach oben in die Wohnung zu tragen. Die Gefahr in Kauf nehmend, entdeckt zu werden, packte Karol Małgosia und stach rund zehnmal auf das Mädchen ein. Da die Stichwunden aber nur oberflächlich waren, konnte Małgosia, nach dem Karol von ihr abgelassen hatte, in ihre Wohnung zurückkehren. Sie überlebte nach einem langen Krankenhausaufenthalt den Mordanschlag.

### Verhaftung
Karol genoss die Aufmerksamkeit, die die Medien der Mordserie schenkten; er war schließlich der Vampir von Krakau. Arrogant und selbstsicher gestand er einer Mitschülerin namens Danuta, dass er der Doppelmörder wäre. Diese wollte ihm zunächst nicht glauben und lachte ihn aus. Erst als Karol ihr Glasscherben zeigte, mit denen er Danuta töten und danach Suizid begehen wollte, bekam das Mädchen es mit der Angst zu tun. Sie ging daraufhin zur Polizei. Karol Kot wurde am 1. Juni 1966 verhaftet. Die Polizisten gaben ihm dabei die Gelegenheit die Matura abschließen zu können. Da er somit seine Intelligenz unter Beweis gestellt hatte, konnte er später vor Gericht nicht auf geistige Unzurechnungsfähigkeit plädieren.

### Prozess und Tod
Karol Kots Eltern hatten von den Taten ihres Sohnes nichts mitbekommen. Als sein Vater eines Tages am Esstisch den in Krakau wütenden Amokläufer erwähnte, soll er in Karols Anwesenheit ausgerufen haben: "Nur ein Bastard kann solch abscheuliche Taten begehen". Karol habe daraufhin bestätigend genickt. Karols Eltern fielen aus allen Wolken, als während der polizeilichen Hausdurchsuchung im Zimmer des Jungen 16 Messer und auch Schusswaffen gefunden wurden.
Karol Kot legte bald darauf Geständnisse in allen Fällen ab. Er zeigte jedoch keine Reue, da ihm jeglicher moralischer Kompass fremd war. Sein Hauptmotiv lässt sich in einer seiner Aussagen zusammenfassen: „Leiden ist Schönheit… und jemandem Schmerz und Leiden zuzufügen ist ein Kunstwerk. Das kann nicht jeder. “
Sein ehemaliger Trainer im Schützenverein schrieb sogar einen Brief ans Justizministerium, in dem er die Meinung vertrat, bei Karols Festnahme würde es sich um ein Missverständnis handeln. Er bat um die baldige Freilassung des Jungen. Als Karol vom Brief erfuhr, soll er lachend gemeint haben: "Als ich die Akte der Untersuchung las und einen Brief des Trainers an das Justizministerium sah, in dem er gegen meine Verhaftung protestierte, lachte ich aufrichtig ... Er wusste nicht, dass sein Sohn auf meiner Hinrichtungsliste stand."
Der Prozess gegen Karol Kot wurde am 3. Mai 1967 eröffnet. Die Anklagepunkte umfassten: zwei Morde, zehn Mordversuche – vier mit einem Messer und sechs mit Arsen – und vier Brandstiftungen. Nach zwei Monaten wurde Karol Kot am 14. Juli 1967 zum Tod verurteilt sowie zum Verlust aller Bürgerrechte. Kot legte mit Erfolg Berufung gegen sein Urteil ein. Der Berufungsprozess fand am 22. November 1967 statt, da das jugendliche Alter des Angeklagten Berücksichtigung hätte finden müssen. Kot wurde zu einer lebenslangen Freiheitsstrafe verurteilt. Doch die Staatsanwaltschaft nahm das Urteil nicht hin, der Prozess ging an den Obersten Gerichtshof. Hier wurde Karol Kot am 11. März 1968 erneut zum Tod verurteilt.
Selbst jetzt im Angesicht des Todes verspürte Karol Kot keine Reue. „Das Vergnügen, das ich empfand, als das Messer das Fleisch spaltete… Es ist unmöglich, das Gefühl zu beschreiben. Die Erfahrung ist den Galgen wert. “ sollen seine letzten Worte gewesen sein. Auch bei den Angehörigen seiner Opfer entschuldigte sich Kot nicht: „Bald, wo ich hingehe, werde ich mich mit meinen Opfern treffen und wir können sprechen. Hier auf der Erde habe ich niemanden, mit dem ich reden kann. “
Karol Kot wurde am 16. Mai 1968 im Alter von 21 Jahren durch den Galgen hingerichtet.

## Sonstiges
Auch wenn Karol Kot in Krakau Schrecken verbreitet hat, wird er heute nach über 50 Jahren als lokale Berühmtheit betrachtet. So veranstaltet ein kleines Reisebüro eine Sightseeing-Tour, bei der Touristen die Stätten der Morde von Karol Kot besuchen können. Auch trägt heute eine kleiner Bar in Krakau, das KOTKAROLA den Namen des Mörders, in welchem Gäste arsenfreies Bier bestellen können.